# 王兰花 (1950年)
王兰花（1950年6月—），女，回族，宁夏吴忠人，中国社区工作者，全国三八红旗手标兵，七一勋章获得者。